# Raivopäät
Raivopäät es una banda de punk rock formada en Kouvola, fundada en diciembre de 1993. La banda aparte de mostrar canciones del antiguo punk finlandés, muestra también sus propias canciones.

## Historia
La intención original de la banda era lanzar una única grabación al mercado. Desde entonces la banda ha lanzado una gran serie de CD y dado algunos conciertos en Finlandia además de en Estonia, República Checa y Alemania.
Raivopäät se rompió tras la primera gira de verano a finales de julio de 1997, aunque posteriormente fue totalmente renovada y compuesta de nuevo en septiembre del mismo año.
Raivopäät llegó al estudio en 2009 con sus amigos Maukka Perusjätkä, Veltto Virtanen, Pepe Lempinen (Sensuuri), Vesa Häkli (Vandaalit), Hate Konttinen (Karanteeni), Kalle Kääriäinen (Karanteeni), Lättä (Kohu-63), Pauli Johansson y Tami Ranta (Loose Prick), Jani Viitanen (Ex - Yö), Vesa Jokinen (Klamydia) y Twist Twist Erkinharju (Los Bastardos Finlandeses + ex-Peer Günt y ex- Leningrad Cowboys). Fue la mayor reunión jamás hecha con respecto a los clásicos del punk, y como resultado se grabó Punkrock Jukebox 3, terminado en octubre de 2009 y lanzado el 25 de noviembre de 2009.

## Miembros

### Miembros actuales
- Ace Andersson - vocalista (1993–)
- Muisto Toutavaara - guitarrista (1993–1997) (2008-)
- Gonzo Ylä-Rautio - guitarrista (2011–)
- Pune Halonen - batería (2005–)
- Zugi Vartiala - bajista (2011–)

### Antiguos miembros
- Cane Toutavaara alias. Tommi Pyssy alias Tommikatti - guitarrista (1993–1997)
- Jape Perätalo - guitarrista (1995–1996)
- Vilperi - guitarrista (1997–1999)
- Juzzi Uutela - guitarrista (1998–2001) y (2006-2008)
- Mulder - guitarrista (1999– 2008)
- Rakke Rautiainen - guitarrista (2001–2003) (2008-2010)
- Frank Lam "Lämsä" - guitarrista (2003)
- Mikko Peltonen - guitarrista (2003–2006)
- Jone Toutavaara - batería (1993–1997)
- Tonmi Lillman - batería (1995) y teclista (1999)
- Verdi Hämäläinen - batería (1997–2000)
- Micko Ijäs - batería (2000–2001)
- Bålls Huopainen - batería (2001)
- Rautamies - batería (2002–2003)
- Jore Palviainen - batería (2003–2004)
- Hantta Leivo - batería (2004–2005)
- Cake Toutavaara - bajista (1993–1994)
- Marko Kangaskolkka - bajista (1995)
- Muisto Toutavaara - bajista (1993–1997)
- Speedy Pukki - bajista (1996–1997)
- Jani Ollikka - bajista (1997–2010)
- Kimi Sorvari - teclista (2001–2004)

## Discografía

### Grabaciones
- Terve hulluus (1994) (16 de marzo de 1994)
- Toinen uusi-aalto (1994) (EP) (4 de noviembre de 1994)
- Via Dolorosa (1995) (casete) (15 de junio de 1995)
- Rakkautta ja anarkiaa (1996) (casete) (29 de marzo de 1996)
- Syntyneet häviämään (1996) (23 de diciembre de 1996)
- Vapaana syntynyt (1997) (CD-EP) (16 de octubre de 1997)
- Pojat varjoisilta kujilta (1998) (4 de septiembre de 1998)
- Raivopäät & Kooma: Pakoon todellisuutta (1999) (split-CD) (17 de septiembre de 1999)
- Raivopäät, Extaasi, Peruutettu, Eetteri, Wiheltävä Susi: Punks Go Marchin' In (2000)
- Raivopäät & Peruutettu: Viimeiset lajissaan (2002) (split-CD EP)
- Live in Opistorock Kuusankoski (2003) (CD-R) (14 de junio de 2003)
- Uudesti syntynyt (2003) (CD-R)
- Psykoterapiaa tenaville (2004) (CD-R)
- Raivopäät feat. Friends: Punkrock Jukebox 1 (2007) (EP)
- Raivopäät feat. Friends: Punkrock Jukebox 2 (2008) (CD)
- Raivopäät feat. Friends: Säpinää / Elämää valheiden keskellä (2009) (digital)
- Raivopäät feat. Friends: Punkrock Jukebox 3 (Propaganda records, PRO 2080, 2009) (CD)
- Kesä tulee sittenkin (2010) (digital)
- Via Dolorosa | años 1994-97 (Propaganda, PRO 2094, 2010) (CD)
- Raivopäät feat. Friends: Rauhaa ja rakkautta / Lehdet tekee meistä tappajia (2011) (digital)
- Raivopäät feat. Friends: Punkrock Jukebox 4 (Propaganda records, PRO 2095, 2011) (CD)
- Raivopäät feat. Friends: Yöt kaduilla / Läpi harmaan puiston (2012) (digital)
- Raivopäät feat. Friends: Punkrock Jukebox 5 (Propaganda records, PRO 2111, 2012) (CD)

### Recopilatorios
- Lepakon hautajaiset 13.12.1999 (2000)
- Suomipunk 2000 (2000)
- Suomi punkkia (2000)
- Kymenlaakso Rocks 2000 (2000)
- Fuck You Rockstars (2001)
- Suomipunk 1978–2001 "Isältä pojalle" (2001)
- Global Hostility (2002)
- Tribute to Ratsia (2005)